# صما (اربد)
صما (به عربی: صما) یک منطقهٔ مسکونی در اردن است که در استان اربد واقع شده‌است. صما ۱۳٫۷۶ کیلومتر مربع مساحت و ۱۵٬۷۶۱ نفر جمعیت دارد و ۳۲۵ متر بالاتر از سطح دریا واقع شده‌است.